# 신창훈
신창훈(1970년 6월 1일 ~ )은 대한민국의 건축가이다. 《옐로우다이아몬드》, 《한내 지혜의 숲》, 《수락행복 발전소》 등 설계했다.

## 소개
영남대학교 건축공학과를 졸업하고 서울시립대학교 건축대학원을 졸업하였으며, 아르텍건축, 범건축, 힘마건축에서 실무 경험을 쌓았다.
장윤규씨와 함께 실험건축, 개념적 건축을 실현하기 위해서 건축가 그룹 운생동을 결성하여 백남준 기념관, 광주비엔날레 광장현상, KT&G 복합센터, 서울시립대 종합강의동 등 다각적 작업을 진행하고 있다.

## 운생동건축사사무소
건축가그룹 < 운생동 > UNSANGDONG Architects Cooperation은 건축의 문화적 컨텐츠로서의 가능성을 다각적으로 발현해 내기 위한 < 개념적 건축 >을 실험하고 있는 건축가 그룹이다.
건축의 다양한 분야인 건축설계, 인테리어, 건축기획, 프로그래밍, 대단위 단지계획 등의 여러분야를 협력건축가의 방식으로 수행하는 건축가들의 협력집단체이다.
2007년에는 세계적인 건축상인 Architectural Review에서 시상하는 AR Award를 수상하였고, 2006년에는 미국 저명한 저널인 Architectural Record에서 세계에서 혁신적인 건축가에게 수여하는 Vanguard Award를 수상하였다.
2001년에는 일번 저널 <10+1>에서, 세계건축가 40인에 선정되기도 하였다. 또한, 이태리 저널인 DOMUS, 중국 상하이저널 SPACE, 독일의 DB잡지와 신문 Architectural Review에 작품이 소개되었으며,
2007년 10월 UC Berkeley에서 한국건축가 최초로 특별 초청강연을 하였고, 2008년 영국왕립건축가협회 초청강연 등 세계적인 건축가로서의 활동을 기대하고 있다.

## 주요 작품
- 크링_금호복합문화공간
- 예화랑
- 2012 여수 엑스포 현대자동차 그룹관
- 옐로우 다이아몬드
- 갤러리 더 힐
- 코오롱 E + Green House
- 성수문화복지회관
- 오션오스사옥
- 하우스 원 판교주택 : 크로노토프 월 하우스
- 한내 지혜의 숲
- 이상봉타워
- 수락행복 발전소
- 동부골목시장 고객지원센터
- 도화서길 문화 아트 플랫폼

## 같이 보기
- 서울특별시 건축상